# Antoine de Montchrestien
 (mars 2024).
Antoine Monchrestien de Watteville est un poète, dramaturge et économiste français. Il est né à Falaise en 1575 puis est mort aux Tourailles le 7 octobre 1621.  Il fut le premier à employer le terme d’« économie politique ».

## Biographie
Fils d’un apothicaire venu chercher fortune à Falaise, Montchrestien s’est retrouvé orphelin en bas âge. Placé sous la tutelle d’un gentilhomme protestant nommé Saint-André Bernier, qui, en qualité de proche voisin, avait été condamné par justice à s’en charger, celui-ci l’a dépouillé.
La guerre civile ayant amené le Parlement de Normandie à Caen, de 1589 à 1594, son chef, le premier président Claude Groulard, juriste et érudit versé dans la connaissance de l’antiquité, reconnu ses dispositions poétiques et l'encouragea dans cette voie. Il avait aussi attiré les regards du gouverneur de Caen en dédiant à sa femme, Mme de La Vérune, sa première œuvre, une Sophonisbe inspirée, sans doute, par la traduction que Mellin de Saint-Gelais avait donnée de la tragédie du Trissin, et qui, imprimée à Caen en 1596, a été bien accueillie:18.
Tout poète qu’il était, Monchrestien a néanmoins montré son humeur querelleuse lors d’une dispute avec le baron de Gourville ou Gouville, qui était accompagné d’un de ses frères et d’un soldat : après leur avoir tenu tête à tous trois, il a succombé dans ce combat inégal, et a été laissé pour mort. En ayant, toutefois, réchappé et guéri de ses blessures, il a porté plainte contre ses adversaires et obtenu 12 000 francs de dommages-intérêts, somme qui lui a donné les moyens de faire quelque figure dans le monde. C’est alors qu’il a pris le nom de Vatteville. Selon Malherbe, son nom de famille était « Mauchrestien », mais parce que ce nom ne lui plaisait pas, il l’avait changé en « Montchrestien », avant d’y ajouter un nom de terre, pour s’appeler, en tête de ses tragédies, Antoine de Montchrestien, sieur de Vasteville, puis être désigné sous le nom de baron de Vatteville, dans les histoires tragiques de Saint-Lazare. Une fois les douze mille francs dépensés, il a poursuivi en règlement de comptes son tuteur, qui a été condamné à lui restituer son patrimoine à hauteur de mille francs.
Il a ensuite pris le parti d’une dame de bonne maison contre un mari riche, mais invalide et faible d’esprit, et poursuivi un procès pour elle. Le mari mort, il a épousé la veuve reconnaissante, épisode évoqué dans deux poèmes publiés à la suite de ses Tragédies : Suzanne et Une bergerie. Riche, bien accueilli chez le président Groulard qu’il était venu retrouver à Rouen, il menait une vie de gentilhomme, et semblait même vouloir renoncer à la tragédie, déclarant, dans une dédicace au Prince de Condé, que son humeur de maintenant est plus portée à un autre sujet d’écrire. Ayant cependant perdu sa femme et, avec elle, la fortune qu’elle lui avait apportée, son mariage a été, après de longs débats, déclaré nul, et les avantages qu’il lui avait assurés supprimés du même coup:20.
En 1604, sa vie prend un tour radical lorsqu’il tue en duel, près de Bayeux, le fils du sieur de Grichy-Moinnes. Accusé d’homicide, il demande au roi Henri IV la faveur d’aller se battre à l’armée au lieu de périr sur l’échafaud, mais doit, après avoir vainement protesté de son innocence, s’exiler en Hollande et en Angleterre, où il s’attire les bonnes grâces du roi Jacques Ier avec sa tragédie de l’Écossaise. En souvenir de sa mère, Jacques Ier a écrit même au roi Henri IV pour solliciter sa grâce. Il revient au bout de quelques années, un homme changé, délaissant la poésie pour se consacrer à d’autres activités telles que la traduction des Psaumes en vers ou une rédaction de l’histoire de la Normandie. Retiré à Chatillon-sur-Loire, il s’est occupé de fabriquer des instruments en acier, des lancettes, des couteaux, des canifs, des ustensiles de quincaillerie, qu’il allait vendre à Paris. Il a continué plusieurs années ces travaux industriels pendant que ses ennemis répandaient le bruit qu’il faisait de la fausse monnaie:23. Dans les années suivantes, il s’est livré à des entreprises maritimes, essayant de réaliser, pour son compte, les conseils qu’il prodiguait, dans son Traité d’Économie politique, d’engager sur mer la lutte avec les Anglais et les Hollandais. Vers 1619, il s’occupait de commerce maritime et de colonisation, tentant, à Rouen, de faire un embarquement, et en procès avec un sieur de Pont-Pierre, pour un navire qu’il a frété:25.
En 1621, la guerre civile entre catholiques et protestants ayant repris, les calvinistes les plus fervents se sont réunis à La Rochelle pour instituer une sorte d’organisation fédérale et républicaine de la France. Montchrestien a été parmi les premiers à se signaler dans cette prise d’armes. Alors qu’il était depuis deux ou trois ans gouverneur de Châtillon-sur-Loire, il a quitté cette place avec ses hommes pour se jeter dans la révolte. Après avoir pris, mais échoué à conserver Jargeau, il est allé prendre la place-forte de Sancerre qu’il a également dû abandonner, le 29 mai 1621:35. Ayant pris la ville et le château de Sully, il a obtenu du prince Condé le droit de pouvoir quitter la ville. Arrivé à La Rochelle, à la fin de juillet 1621, les Protestants l’ont chargé d’organiser la guerre en Normandie:35.
Ayant quitté La Rochelle, au mois d’aout, pour entreprendre de tenter de soulever les Huguenots de Normandie, il est descendu, le 7 octobre, quatre jours avant celui fixé pour le ralliement prévu, sur les neuf heures du soir, avec cinq de ses capitaines et son valet de chambre, tous bien armés, dans une hôtellerie du bourg des Tourailles. Entré dans une chambre du premier étage, il a commandé à son valet de lui faire promptement servir à souper, de faire repaître les chevaux et de les tenir prêts à partir dans deux heures. L’hôte, en voyant un voyageur si pressé, a couru en toute hâte avertir le seigneur du lieu, Claude Turgot, qui, sans perdre de temps, a emmené deux gentilshommes en visite chez lui, quatre gentilshommes et trois soldats, ses plus proches voisins, ses domestiques armés pour venir, tous réunis, au nombre de vingt, cerner l’hôtel. Sommé de se rendre, Montchrestien a refusé et s’est défendu bravement, tuant les trois premiers qui se présentaient, mais, au bas de l’escalier, atteint d’un coup de pistolet par un vieux gentilhomme, il est tombé à son tour pour expirer bientôt, achevé à coups de pertuisane. Son valet, blessé à ses côtés, a été pris, tandis que les cinq autres s’échappaient par une fenêtre, emportant ses papiers et mémoires:38-9.
La mort de Montchrétien a été un événement public. Son cadavre a été transporté à Domfront, où les juges l’ont condamné, le 12 octobre 1621, comme coupable de lèse-majesté au premier chef, à être trainé sur la claie, à avoir les membres rompus et brulés et les cendres jetées au vent. Quelques jours après, le Parlement de Rouen a disputé ces restes aux juges de Domfront, mais sa mort a mis fin à la conspiration de six mille hommes, qui devait déclencher le soulèvement en Normandie:40.

## Le dramaturge
Sa première tragédie, Sophonisbe (1596), ayant suscité l’intérêt de Malherbe, Montchrestien a fait une seconde version de l’œuvre conforme aux principes de Malherbe, qu’il a publiée en 1601 sous le titre La Carthaginoise. Il a ensuite publié Les Lacènes puis David et Aman. Sa dernière tragédie, composée en 1604, est Hector. Il a également composé une pastorale en prose intitulé Bergerie et un poème Suzanne. Bien que Sophonisbe (1596) ait fait l’objet d’une réécriture considérable avant d’être rééditée en 1601 sous le titre de la Carthaginoise, elle reste la plus faible des tragédies de Montchrestien. Les Lacènes lui est bien supérieure. Les beaux vers y abondent et leur étude a profité à Corneille. David est beaucoup plus faible, mais le sujet choisi n’est guère porteur. Aman est une meilleure réussite. Racine l’aurait lu et s’en serait inspiré dans Esther. Il abandonne ensuite l'Antiquité pour composer une tragédie inspirée de l'actualité récente, L'Escossoise (1601), sur la mort de Marie Stuart. Sa dernière tragédie, Hector (1604), est la mieux composée et marque un réel progrès dans l’art de composer les drames. Bien qu’elle ait fait l’objet d’une traduction en allemand, sa Bergerie est assez insipide et Montchrestien ne l’a pas reprise dans la 2e édition de 1604. Ses tragédies témoignent de la prédominance du lyrisme élégiaque et choral sur l’action dramatique ; ses œuvres se soutiennent en effet par la valeur de leur style et la beauté de nombre de ses vers. On a parlé de son œuvre comme d’« une première ébauche de Corneille » et on a dit que s’il avait été mieux inspiré dans sa vie, il aurait sans doute surpassé bien des écrivains de sa génération alors qu’il est tombé dans un oubli relatif.

## L’économiste
Le grand œuvre de Montchrestien est celle d’un économiste industriel. Le terme et le concept d’« économie politique » font leur apparition avec son Traité d’économie politique, qui indique spécifiquement la science de la production et de la distribution des richesses à l’échelle d’un pays. Cet ouvrage, divisé en quatre parties – des manufactures, du commerce, de la navigation et des soins du prince –, est représentatif des thèses mercantilistes qui se développent au XVIIe siècle. Pour accroître la richesse de la nation, il fait l’apologie du travail – obligatoire en l’occurrence –,  ainsi que, fait nouveau, de l’industrie et du commerce à côté de l’agriculture. Il s’agit toujours d’enrichir l’État, mais par le développement industriel. Selon lui l’État doit donner l’exemple en créant de grandes activités telles que des manufactures. Il prône également l’intervention de l’État pour réglementer les professions et élaborer une politique douanière qui défende les intérêts du pays. Montchrestien est protectionniste pour les denrées produites en quantité suffisante tandis qu’il est libre-échangiste pour celles dont manque un pays, à condition que celui-ci travaille suffisamment pour pouvoir se les payer. Il préconise la division du travail, accepte la richesse, s’élève contre la prodigalité mais tolère une certaine mesure de luxe. Il préconise la concurrence comme stimulant nécessaire à l’industrie. Le Traité d’économie politique donne des informations précieuses sur la France des débuts du XVIIe siècle,.

## Citations
Sur l'enseignement :

« L’esprit (humain) n’est pas comme un vaisseau qui ait besoin d’etre rempli seulement. Ains plutot d’etre échauffé par quelque matière qui lui engendre une émotion inventive, et une affection ardente de découvrir la vérité en chaque chose. »

— Traité de l’économie politique, p. 130.

## Œuvres

### Tragédies
- Sophonisbe (1596) devient La Carthaginoise ou la liberté (1601, 1604) Gallica
- La Bergerie (1601) Gallica
- Les Lacènes ou La Constance (1601) Gallica
- David ou L'Adultère (1601) Gallica
- Aman ou La Vanité (1601) Gallica
- L’Escossoise, ou le Desastre Gallica (1601) devient La Reine d’Escosse (1604)
- Hector (1604)

### Poèmes
(issu des Tragédies de Antoine de Montchretien, sieur de Vasteville. Plus une Bergerie et un poème de Suzanne édité en 1601) Gallica
- Suzanne ou la Chasteté Gallica
- Les Derniers propos de feu noble dame Barbe Gallica
- Tombeau (comprenant Stances et Complainte de la ville de Roüen sur ladite mort) Gallica
- Sonnet Gallica
- Sur la mort de Mademoiselle de Helins Gallica
- Tombeau de Monsieur de Breauté le Jeune, épitaphe Gallica
- Sur le décès de Monsieur de Languetot Président en la Cour de Parlement de Rouën - Stances Gallica

### Pastorale
- La Bergerie (1600)

### Économie
- Traité d’économie politique (1re version en 1615, version complète en 1616) en ligne
- Traité de l'économie politique, édition critique par François Billacois, Genève, Droz, 1999.

### Éditions modernes des tragédies
- Louis Petit de Julleville, 1891.
- La Reine d’Écosse, G. Michaut, Fontemoing, 1905 et C.N. Smith, Londres, Athlone Press, 1972.
- « Hector », Théâtre du XVIIe siècle, Paris, Gallimard, « Bibliothèque de la Pléiade », 1975, p. 5-83.

### Études
- Alain Guery ed., Montchrestien et Cantillon : Le commerce et l'émergence d'une pensée économique. Nouvelle édition [en ligne]. Lyon : ENS Éditions.  (ISBN 9782847886238).
- Paul Dessaix, Montchrétien et l’économie politique nationale, Paris, A. Pedone, 1901, 125 p. (OCLC 878314560).
- Claude Le Roy, Montchrestien, l'audacieux, Milon-La-Chapelle, H & D, coll. « les poètes de rime et d'épée », 2009, 193 p., 21 cm (ISBN 978-2-914266-16-1, OCLC 476808789, BNF 42089030, lire en ligne).
- (en) Richard M. Griffiths, The Dramatic Technique of A. de Montchrestien : rhetoric and style in French Renaissance tragedy, Oxford, 1970.
- Micheline Sakharoff, « Montchrestien. Le stoïcisme ou la liberté négative. Une demi-efficacité », Revue des Sciences Humaines, no 130,‎ avril-juin 1968, p. 161-7.
- André Vène, Montchrétien et le nationalisme économique, Paris, Sirey, 1923, 110 p., 25 cm (OCLC 781939036).

### Sources
- Jules Duval, Mémoire sur Antoine de Montchrétien : sieur de Vateville, auteur du premier Traité d’économie politique, Paris, Guillaumin et Cie, 1868, 197 p., 22 cm (OCLC 257595038, lire en ligne).
- Aristide Joly, Antoine de Montchrétien : poète et économiste normand, Caen, E. Le Gost-Clérisse, 1865, 135 p., in-8° (OCLC 457632465, lire en ligne).